# Barbara Lissarrague
Pour les articles homonymes, voir Lissarrague.
Barbara Lissarrague, née le 19 juillet 1966 à Genève, est une cavalière franco-suisse d'endurance.

## Carrière
Née à Genève, elle reçoit la nationalité française en 2003 et intègre l'équipe de France d'endurance. En 2005, elle est sacrée championne du monde à Dubai avec sa jument Georgat. En 2014, elle concourt pour la Suisse.
Aux Jeux équestres mondiaux de 2014 en Basse-Normandie, elle remporte la médaille de bronze en endurance par équipes, avec Sonja Fritschi et Andrea Amacher.